# Amator Bydgoszcz
RKS Amator Bydgoszcz – bydgoski klub sportowy założony w 1917 roku. W sezonie 1939/1940 piłkarze tego klubu grali w klasie A Pomorskiego Związku Okręgowego Piłki Nożnej. Rozwiązany podczas II wojny światowej.

## Historia
Klub założono w 1917 r. pod nazwą Arbeiter Turn und Sport-Verein Frei-Heil. W 1925 r. zmieniono nazwę na polską Klub Sportowy Amator, a w 1933 r. na Robotniczy Klub Sportowy Amator. Inicjatorem zmiany nazwy i długoletnim prezesem klubu był Stanisław Lehmann, po wojnie prezes Brdy Bydgoszcz. W 1928 r. do Amatora dołączyła KS Korona Bydgoszcz. W sezonie 1938/1939 klub zajął drugie miejsce w klasie B za WKS Inowrocław, który nie posiadał jednak drużyny juniorskiej, co było warunkiem awansu do baraży o klasę A. W barażach RKS Amator zajął drugie miejsce za Flotą Gdynia i awansował do klasy A. Sezon 1939/1940 rozpoczęto w sierpniu, aż do wybuchu II wojny, RKS Amator zdołał rozegrać dwa mecze, przegrywając z KS Ciszewski Bydgoszcz 1:5 i Gryfem Toruń 2:3.